# Podivuhodná návštěva
Podivuhodná návštěva (The Wonderful Visit) je satirický román anglického spisovatele Herberta George Wellse z roku 1895 (jeho druhý po Stroji času). Kniha popisuje návštěvu naivního anděla ze snového světa plného nadpřirozených bytostí (ne z Nebe) na anglickém venkově během pozdně Viktoriánského období. Česky román v překladu Ludvíka Fishera vydalo nakladatelství Sfinx v roce 1928. Podle knihy natočil v roce 1974 francouzský režisér Marcel Carné film La merveilleuse visite.

## Děj
Během srpnové noci roku 1895 se v okolí vesnice Sidderton na jihu Anglie objevila záře na obloze, provázená sborovým zpěvem a zvuky harfy a varhan. Několik lidí té noci a k ránu zahlédlo zvláštního velikého ptáka s duhovými křídly. Po vyslechnutí jednoho ze svědků se místní vikář a amatérský ornitolog Hilyer vydá, vybaven puškou, ptáka ulovit. Místo ptáka ale narazí na anděla připravujícího se k letu a ze zvyku a údivu jej postřelí do křídla. Anděl, který pochází ze světa snů, si myslí, že sám sní a považuje vikáře za mytickou bytost. Lidský svět, stejně jako křesťanské nebe (je andělem v pojetí italských renesančních malířů) hlad, smrt nebo bolest jsou mu naprosto cizí. Hilyer mu ránu obváže, vezme ho k sobě a snaží se mu vysvětlit život na zemi. Ostatní lidé mu jeho původ nevěří a „pana Angela“ považují za výstředního génia, naivního rebela, Hilyerova nepřiznaného syna nebo blázna a jeho neznalost neomlouvají. Během jeho krátkého pobytu ve světě lidí je čím dál více zděšen a kvůli jeho podivu a kritice místních sociálních poměrů je nakonec označen za socialistu. 
Anděl umí znamenitě hrát na housle, což vzbudí zájem Lady Hammergallow, která uspořádá pro místní panstvo koncert. Dveře do vyšší společnosti jsou mu ale zavřeny, když po vystoupení vyjde najevo, že neumí číst noty a přizná svou náklonnost k vikářově služebné jménem Delia, protože mu nebyl vysvětlen rozdíl mezi dámami a služebnými. Kvůli dalším sporům vycházejícím z Andělova nepochopení světa mezi ním a obyvateli vesnice souhlasí Hilyer s ultimátem pána Gotche, kterému Anděl přeřezal ostnatý drát, že musí faru do týdne opustit, nebo bude poslán do vězení či léčebny pro duševně choré. Rozrušený vikář, který přiznává, že lidský svět není pro Anděla vhodný, začne připravovat jeho cestu a nové živobytí v Londýně. Anděl, kterému chřadnou křídla a začíná se více podobat lidem, mezitím narazí v lese na Gotche a dostane se s ním do konfliktu. Ze vzteku mu vytrhne bič a začne jej bít. Anděl si myslí, že Gotche zabil a znechucen světem a jeho vlivem utíká zpět na faru. Ta je ale kvůli roztěkanosti vikáře v plamenech.
Anděl se dozvěděl, že do hořícího domu vběhla Delia s úmyslem zachránit jeho housle. Rázem si uvědomil, že ačkoliv je lidský svět plný násilí a krutosti, díky Deliině lásce a obětavosti přesahuje i svět snů a vběhl do domu za ní. Zanedlouho vyšlehly plameny do výše, na okamžik se ozvaly varhany, jako když někdo otevře a zavře dveře, a podle jedné z přihlížejících vzhůru vyletěly dvě postavy. Pod žulovými křížky, které pro Anděla (nadepsaný Thomas Angel) a Deliu nechal vyrobit vikář, byl uložen jen popel vycpaného pštrosa. Hilyer byl až do své smrti o necelý rok později sklíčený a nepřestával mluvit o andělích.